# Ernst M. Roloff
Ernst M. Roloff (* 5. April 1867 in Fürstenberg (Weser); † 28. März 1935 in Berlin) war ein deutscher Philologe und Pädagoge.

## Leben
Ernst Max Roloff war Hauslehrer in Berlin, Rektor der Stadtschule in Lebus, Leiter deutscher Schulen in Kairo und Multyfarnham (Irland). Er unternahm mehrere, teils langjährige Studienreisen, unter anderem nach Rom, wo er zum katholischen Glauben wechselte (im Franziskanerkloster Sant’Isidoro a Capo le Case). Er gab (unter Mitarbeit von Otto Willmann) das fünfbändige Lexikon der Pädagogik heraus (Freiburg, Herder 1913–1917).

## Werke
- Im Lande der Bibel. Berlin: Dümmler, 1922
- In zwei Welten: aus den Erinnerungen und Wanderungen eines deutschen Schulmannes und Lexikographen. Berlin: Dümmler, 1920
- Lexikon der Pädagogik. Freiburg, Herder 1913–1917